# 치와와쥐
치와와쥐(Peromyscus polius)는 비단털쥐과에 속하는 설치류의 일종이다. 멕시코에서만 발견된다. 자연 서식지는 침엽수림과 일부 덤불 건생식물 지역이다. 사슴쥐속의 다른 종처럼 곡물을 먹고, 야행성 동물이다.